# Leeuwaapjes
De leeuwaapjes (Leontopithecus) zijn een geslacht van zoogdieren uit de familie van de klauwaapjes (Callitrichidae). De wetenschappelijke naam van het geslacht werd in 1840 gepubliceerd door René Primevère Lesson. Ze komen enkel voor in het Atlantisch regenwoud, langs de kust van Zuidoost-Brazilië. 

## Beschrijving
De leeuwaapjes hebben een lange zijdeachtige vacht. Afhankelijk van de soort is de vacht goud en/of zwart van kleur. Over de kruin, de wangen, de oren en de schouders lopen manen, waaraan de dieren hun naam 'leeuwaapje' danken. Deze manen kunnen rechtop gezet worden. De leeuwaapjes zijn de grootste klauwaapjes. Ze worden 20 tot 40 centimeter lang en 600 tot 800 gram zwaar. De staart is 26 tot 40 centimeter lang.

## Verspreiding en leefgebied
Ze komen voornamelijk voor in de kustregenwouden van Zuidoost-Brazilië, het zogenaamde Atlantische regenwoud. Ze hebben een voorkeur voor primair, volwassen regenwoud, maar ze worden ook aangetroffen in secundair regenwoud en boomplantages. Het zijn boombewoners, die meestal zo'n drie tot tien meter hoog in bomen leven. Hier bieden lianen, takken en epifyten voldoende schuilplaatsen. Met gemak springen ze van tak naar tak.

## Gedrag
Leeuwaapjes zijn dagdieren. 's Nachts slapen ze in boomholten (voornamelijk spechtenholen). Ze leven in groepjes van twee tot elf verwante dieren (gemiddeld drie tot zeven), bestaande uit een dominant paartje en hun nakomelingen. Volwassen dieren van hetzelfde geslacht zijn in gevangenschap zeer agressief tegenover elkaar, maar in het wild kunnen meerdere dieren van hetzelfde geslacht in één groep voorkomen.
Enkel het dominante paartje plant zich voort. Waarschijnlijk kennen de leeuwaapjes een paarseizoen. De meeste jongen worden geboren in het regenseizoen, tussen september en maart. De draagtijd duurt 125 tot 132 dagen. Tweelingen komen geregeld voor, eenlingen en drielingen zijn zeldzamer. De jongen wegen bij de geboorte gemiddeld 60,6 gram. De ogen zijn al open en de jongen hebben een vacht. Na enkele dagen zal ook de vader helpen met het dragen van de jongen. Na drie weken draagt hij voornamelijk de jongen. Ook andere dieren helpen mee met de zorg voor de jongen. De zoogtijd duurt twaalf weken. Mannetjes zijn geslachtsrijp na 24 maanden, vrouwtjes na 18 maanden. Ze kunnen in gevangenschap meer dan vijftien jaar oud worden.
Dagelijks leggen ze zo'n 1.300 tot 2.600 meter af door de takken. Een groepje heeft een woongebied van maximaal 200 hectare. Een gedeelte van dit woongebied wordt als territorium beschouwd, waarin geen andere groepjes leeuwapen mogen komen. Door hun manen op te zetten, waarschuwen ze andere groepjes niet in de buurt te komen.

## Voedsel
Ze eten voornamelijk insecten en vruchten, aangevuld met spinnen, slakken, kleine hagedissen, kikkers, vogeleieren, kleine vogels, bloemen en plantensappen. Het meeste voedsel vinden ze op de takken, in bromelia's en tussen bladafval op lianen en takken. Rottend hout wordt afgebroken om grote insectenlarven te kunnen vinden. Om insecten te kunnen vinden in holtes en spleten in takken hebben ze vrij lange, dunne handen en vingers.

## Bedreiging
Alle soorten worden bedreigd, door habitatvernietiging (ze leven in het dichtstbevolkte gebied van Brazilië) en illegale handel. Er is van het Atlantisch regenwoud nog maar zo'n zeven procent over en dat is zo versnipperd dat de dieren aan inteelt ten onder dreigen te gaan. Van het gouden leeuwaapje zijn nog maar een paar honderd over, maar er is een vrij uitgebreid fokprogramma opgezet, waaraan o.a. Apenheul en de Smithsonian National Zoological Park van Washington D.C. deelnemen. De laatste jaren gaat het wat beter met de diersoort. In 2003 is het duizendste aapje in de natuur geboren.

## Classificatie
Er zijn vier soorten leeuwaapjes. Het zwartkopleeuwaapje (Leontopithecus caissara) werd in als laatste soort in 1990 ontdekt.
- Geslacht Leontopithecus (Leeuwaapjes)
  - Leontopithecus caissara – Zwartkopleeuwaapje
  - Leontopithecus chrysomelas – Goudkopleeuwaapje
  - Leontopithecus chrysopygus – Roodstuitleeuwaapje
  - Leontopithecus rosalia – Gouden leeuwaapje